# Narasimharajapura
Narasimharajapura è una suddivisione dell'India, classificata come town panchayat, di 7.441 abitanti, situata nel distretto di Chickmagalur, nello stato federato del Karnataka. In base al numero di abitanti la città rientra nella classe V (da 5.000 a 9.999 persone).

## Geografia fisica
La città è situata a 13° 36' 52 N e 75° 31' 38 E.

## Società

### Evoluzione demografica
Al censimento del 2001 la popolazione di Narasimharajapura assommava a 7.441 persone, delle quali 3.774 maschi e 3.667 femmine. I bambini di età inferiore o uguale ai sei anni assommavano a 858, dei quali 418 maschi e 440 femmine. Infine, coloro che erano in grado di saper almeno leggere e scrivere erano 5.765, dei quali 3.084 maschi e 2.681 femmine.